# 景明大楼事件

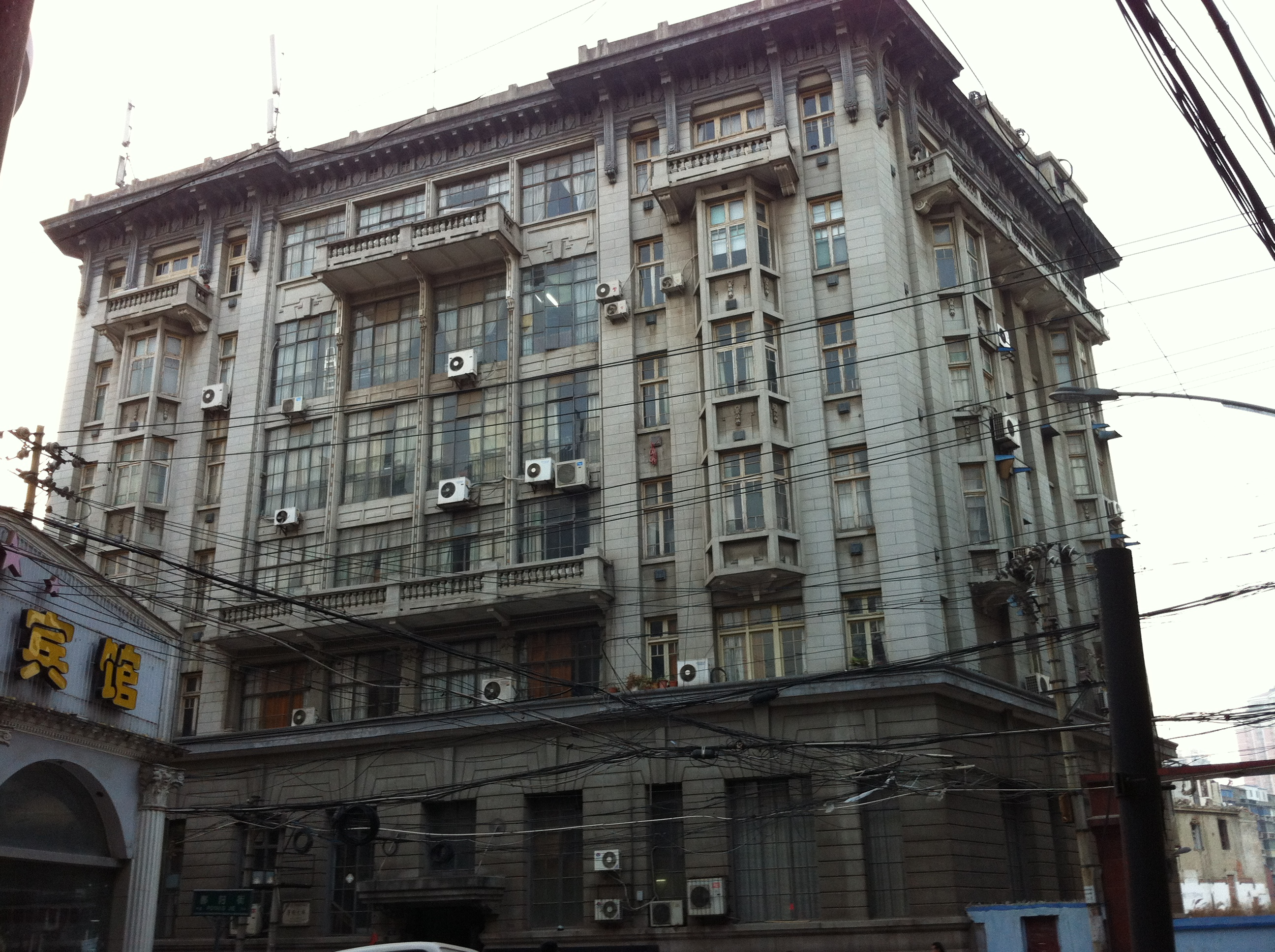
事发地点景明大楼

景明大楼事件，又稱景明大楼集体强奸事件 ，是1948年8月7日发生在中国汉口的一宗美国空军士兵集体强奸、轮奸中国妇女事件。

事发地点景明大楼，位於漢口鄱陽街青島路口，在第二次世界大战之前是著名英资建筑设计机构景明洋行的办公大楼，战后景明洋行没有恢复，而是改为一座外侨公寓，住在里面的外籍侨民有英国人、犹太人，而以美国人居多，美国空军临时执行所亦设在这里。
1948年8月7日晚，住在景明大楼5楼的美孚公司汉口分公司副经理利富即将调离汉口，在住处举办送别舞会，托江汉歌舞厅茶役杨玉麟、舞女曹秀英邀约中国妇女伴舞。参加舞会的20多名男宾大部分是美孚公司职员和美国空军；在当天到会的中国女宾有10余人，也有說30多名中国妇女中，年龄最大的是曹秀英，32岁；年龄最小的是曹志兰，才16岁；其他妇女都是20岁上下。她们有的是应邀去的，也有的是随被邀者同去。舞会期间20多名美国空军士兵集体强奸、轮奸中国妇女。

事發後，中華民國政府爲避免影響中美關係，一直封鎖消息，未對肇事者實施追捕。直到8月26日，漢口市政府才收到漢口參議會的一份公函，要求查辦此事。

1949年4月1日，汉口地方法院以意图营利、引誘盟軍從事淫亂活動、引诱良家妇女与他人奸淫的罪名，判处参与组织舞会的5名中國人有期徒刑1－3年，涉案外籍人士则均逍遥法外。